# Zdzisław Tomasz Rogalewicz
Zdzisław Rogalewicz ps. Wtalis, Tomasz Bojowy (ur. 28 stycznia 1882 r. w Guzowie, zm. pod koniec 1919 r. w pod Krasnojarskiem) – polski działacz socjalistyczny, członek Organizacji Bojowej PPS. Uczestnik akcji pod Rogowem, autor zamachu na Wiktora Grüna, kierownika tajnej policji w Warszawie.

## Życiorys
Urodził się jako syn Mieczysława Piotra Rogalewicza herbu Rogala, administratora dóbr hr. Sobańskich w Guzowie, i Aurelii z Rybińskich. Jego dziadkiem był Antoni Rogalewicz (1822 – 1886) publicysta i pedagog, a pradziadkiem Tomasz Rogalewicz, porucznik w powstaniu listopadowym. Rodzina Rogalewiczów pochodziła z Litwy z majątku Dubina k. Wilna.
W latach 90. rodzina zamieszkała w Warszawie, gdzie ojciec Zdzisława nadal pracował dla rodziny Sobańskich. Zdzisław ukończył V Gimnazjum i zdał maturę w 1902 r. W tym samym roku wstąpił na wydział lekarski na Cesarskim Uniwersytecie Warszawskim. Działał tu w studenckim kole Polskiej Partii Socjalistycznej, w którym również uczestniczyli brat Stefan i Julian Unszlicht. Na jednym z zebrań koła wtargnęła policja i przeprowadzono rewizję w domach wszystkich uczestników. W jej wyniku Rogalewicz został osadzony w X Pawilonie na Cytadeli Warszawskiej, gdzie przebywał ponad miesiąc do 15 marca 1904. Wznowił więc studia, które jednak niedługo przerwał z powodu strajku szkolnego w czasie rewolucji w 1905.
Wyjechał do Krakowa, gdzie kontynuował naukę na Uniwersytecie Jagiellońskim. W 1906 r. opuścił jednak tę uczelnię pod wpływem Józefa Piłsudskiego „Mieczysław” i Władysława Rożena „Barnaba” i wstąpił do pierwszej szkoły instruktorów bojowych PPS w Krakowie. Po ukończeniu kursy wraca do Królestwa i na początku 1906 obejmuje jako instruktor Wydziału Bojowego jedną z dzielnic w Łodzi. Zorganizował i przeprowadził akcję w Zgierzu, a podczas tzw. krwawej środy dowodził zamachem na 3 cyrkuł w Łodzi. Brał też udział w akcji pod Rogowem 8 listopada 1905.
Podczas sporu Wydziału Bojowego z Centralnym Komitetem Robotniczym PPS, staje wraz z Stanisławem Hemplem po stronie CKR. Gdy spór przekształca się w rozłam W 1906 stanął po stronie lewicy. Zorganizował Milicję partyjną i przeprowadził udany zamach na Wiktora Grüna, kierownika tajnej policji w Warszawie.
W 1907 r. zamierzał udać się do Kijowa, lecz został aresztowany i osadzony ponownie na Cytadeli. Rok później został skazany na 8 lat katorgi za przynależność do PPS. W 1911 r. dodatkowo skazano go na dożywotnie osiedlenie się na Syberii razem z pozbawieniem go praw szlachectwa. W 1915 przewieziono go do Pskowa, gdzie pracował jako stolarz. Potem zesłano go do powiatu kańskiego w guberni jenisiejskiej. Tam zajmował się praktyką felczerską.
Po wybuchu w Rosji rewolucji 1917, został wybrany na zebraniu gminnym jako delegat na Zjazd gubernialny radnych ziemskich, który z kolei wybrał go do tzw. Ziemskiej Uprawy jako członka Zarządu. Kieruje w nim Wydziałem Zdrowia i Opieki Społecznej. Po przewrocie bolszewickim w październiku 1917 samorząd ziemski nie został zlikwidowany. W czerwcu 1918 po rozpoczęciu walk pomiędzy władzami bolszewickimi a Korpusem Czechosłowackim, Rogalewicz udał się na front jako dowódca oddziału sanitarnego. Po rozbiciu władzy bolszewickiej otrzymał od szefa sztabu wojsk czechosłowackich Uszakowa zwolnienie z niewoli i list żelazny gwarantujący wolność. Pomimo tego zostaje aresztowany przez eserowców w Krasnojarsku. Po przejęciu władzy przez admirała Kołczaka, w 1919 został wraz z grupą więźniów politycznych rozstrzelany.
W 1930 odznaczony pośmiertnie Krzyżem Niepodległości z Mieczami.

### Rodzina
Bliskim krewnym Rogalewicza był Marian Kenig (1895 – 1959), działacz PPS i kapitan WP. Pradziadkowie Mariana – Antoni i Balbina z Osieckich Rogalewiczowie, byli dziadkami Zdzisława, a Mieczysław Rogalewicz (ojciec Zdzisława) był ojcem chrzestnym Mariana.